# Ярвет, Юри Евгеньевич
Ю́ри Евге́ньевич Я́рвет (эст. Jüri Järvet; до 22.2.1938 — Георгий Евгеньевич Кузнецов; 18 июня 1919, Таллин — 5 июля 1995, Таллин) — советский, эстонский актёр театра и кино, театральный режиссёр. Народный артист СССР (1975).

## Биография
Юри Ярвет родился 18 июня 1919 года в Таллине (Эстония).
Мать — русская, работала медсестрой, отец — врач из Лотарингии, возможно, француз или немец. Как рассказала Инна Таарна со слов самого Ю. Ярвета, мать после его рождения не могла оставаться и уехала в Россию, оставив сына сестре, которая из-за трудностей отдала мальчика в приют. В пять лет его приняли в эстонскую семью Розы Виизель, в которой уже было трое детей. После скорой смерти приёмной матери воспитанием мальчика занимались старшие сёстры.
При рождении мальчика назвали Георгий Евгеньевич Кузнецов, приёмная семья Виизель не дала ему своей фамилии, поэтому в 1938 году он самостоятельно сменил имя и фамилию на эстонские Юри Ярвет.
В 1930-х годах учился в Таллинской гимназии Густава Адольфа и Таллинском вечернем колледже. Занимался спортивной гимнастикой в Таллинской учительской семинарии (ныне Таллинский университет). Был чемпионом Таллина по гимнастике. В 1936—1941 годах — посыльный конторы фабрики Ярваканди в Таллине. В 1941 году — статистик автобазы. В том же 1941 году был принят в танцевальную труппу Таллинского рабочего театра.
В 1941—1942 годах — солдат резервного полка 7-й стрелковой дивизии Эстонской ССР Красной армии. Три месяца служил в трудовом батальоне в Камышлове Свердловской области.
В 1942 году переведён в танцевальную группу эстонских художественных ансамблей, находившихся в эвакуации в Ярославле. В 1944 году посещал драматический кружок национальной драматической студии, одним из руководителей которого был режиссёр К. Ирд. В 1945—1946 годах обучался в национальной драматической студии.
В 1944—1945 годах — актёр Эстонского театра юного зрителя (ТЮЗ) в Таллине.
В 1946—1949 годах учился в Таллинском театральном институте (ныне драматическая школа при Эстонской академии музыки и театра). Одновременно с учёбой работал в отделе культуры редакции газеты «Рахва Хяэль» («Голос народа») и на Эстонском радио редактором драматических программ.
В 1949—1950 годах — актёр и режиссёр Южно-Эстонского театра в Выру, в 1950—1951 — внештатный сотрудник Эстонского радио, в 1951—1952 — художественный консультант Театрального общества Эстонской ССР. В 1952—1965 и 1970—1992 годах — актёр Эстонского драматического театра (в 1952—1989 годах — Эстонский государственный театр драмы им. В. Кингисеппа) в Таллине. В 1965—1967 годах — актёр Молодёжного театра Эстонии (ныне — Таллинский городской театр). В 1967—1970 годах работал актёром по договорам на киностудиях «Таллинфильм», «Ленфильм» и «Мосфильм». Играл в спектаклях театра «Ванемуйне» (Тарту). Выступал на эстраде, радио, телевидении, автор фельетонов. В 1979 году работал с Э. Баскиным.
Острый, изобретательный актёр, творчество его исполнено фантазии, юмора, трагизма. Известность пришла с ролью профессора О’Рейли в политическом детективе С. Кулиша «Мёртвый сезон», но заслуженную славу актёр снискал, блистательно воплотив на экране образ короля Лира в фильме Г. Козинцева «Король Лир». В числе лучших работ — роль кибернетика Снаута в научно-фантастической картине «Солярис», созданной А. Тарковским по роману С. Лема.
Плохо владел русским языком, поэтому в фильмах его роли озвучивали русскоязычные актёры, например, Зиновий Гердт в «Короле Лире».
В 1982—1987 годах — председатель правления Театрального общества Эстонии.
Депутат Верховного Совета СССР 11-го созыва (1984—1989).
Умер 5 июля 1995 года в Таллине. Похоронен на Лесном кладбище.
Вошёл в составленный в 1999 году по результатам письменного и онлайн-голосования список 100 великих деятелей Эстонии XX века.

### Семья
Первая жена (1948—1958) — Инна Таарна, актриса. Сын — Юри Ярвет-младший (род. 1958) — актёр.
Вторая жена (с 1958) — Астрид Пууранди, онколог. Дочь — Яна (род. 1960).

## Награды, звания и премии
- 1946 — Медаль «За доблестный труд в Великой Отечественной войне 1941—1945 гг.»
- 1956 — Медаль «За трудовое отличие» [9]
- 1964, 1968, 1969, 1971, 1973, 1977, 1978, 1981 — Премия Театрального общества Эстонии
- 1964 — Заслуженный артист Эстонской ССР
- 1966 — Кинофестиваль республик Прибалтики, Белоруссии и Молдавии в Вильнюсе (Диплом Союза кинематографистов СССР за роль в фильме «Молочник из Мяэкюла»,
- 1969 — Народный артист Эстонской ССР
- 1969 — Кинофестиваль республик Прибалтики, Белоруссии и Молдавии в Минске (Приз за лучшее исполнение мужской роли в фильме «Безумие», 1968)
- 1971 — Орден Трудового Красного Знамени
- 1972 — Международный кинофестиваль в Тегеране (Специальная премия за лучшую мужскую роль в фильме «Король Лир»
- 1975 — Народный артист СССР
- 1978 — Памятная медаль к 100-летию А. Х. Таммсааре
- 1979 — Орден Дружбы народов
- 1981 —  Государственная премия СССР — за исполнение роли графа Сегеди в фильме «Берега»
- 1993 — Специальный приз (Союз театральных деятелей Эстонии, за роль Крэппа в пьесе «Последняя лента Крэппа» С. Беккета
- 1996 —  Премия Эстонской Республики в области культуры[эст.] — за жизненные достижения (посмертно)

## Творчество

### Роли в театре

#### Эстонский театр юного зрителя (1945)
- 1945 — «Снежная королева» Х. К. Андерсена — ворон Карл и один из разбойников

#### Дипломные постановки (1949)
- 1949 — «Двенадцатая ночь, или Что угодно» У. Шекспира
- 1949 — «Мещане» М. Горького — Перчихин

#### Южно-Эстонский театр (1949—1950)
- 1949 — «Молодость» Л. Г. Зорина — Незлобин
- 1949 — «За вторым фронтом» В. Н. Собко — американский офицер
- 1950 — «Снежок» В. А. Любимовой — господин Биддл

#### Эстонский драматический театр(1952—1987)
- 1952 — «Женихи» А. И. Токарева — Мурад
- 1952, 1977 — «Любовь Яровая» К. А. Тренёва — Пикалов
- 1952 — «Аттестат зрелости» Л. Б. Гераскина — Юра Лалетин
- 1952 — «Не моё, не твоё, а наше» П. Г. Маляревского (ассистент)
- 1953 — «Женитьба Бальзаминова» А. Н. Островского — Бальзаминов
- 1953 — «Новый нечистый из преисподней» А. Х. Таммсааре — адвокат
- 1953 — «Osav teenijanna» К. Гольдони — Traccagio, Ottavio teener
- 1953 — «Ангел-хранитель из Небраски» А. М. Якобсона — нотариус Karling
- 1953 — «Гибель эскадры» А. Е. Корнейчука — Паллада
- 1953 — «Ritsikas» М. Г. Бараташвили — Kohta, шофёр
- 1954 — «Маскарад» М. Ю. Лермонтова — Шприх
- 1954 — «Потерянный рай» А. М. Якобсона — Räbalapundar
- 1954 — «Война в Махтра» Э. Вильде — молодой граф
- 1954 — «Потерянное письмо» И. Л. Караджале — гражданин
- 1955 — «Королю холодно» А. Х. Таммсааре — шут
- 1955 — «Живой труп» Л. Н. Толстого — Петушков
- 1955 — «Король Каугатомы» А. Хинта — Кирилл Кириллович Kiisk
- 1955 — «Антоний и Клеопатра» У. Шекспира — Thyreus
- 1956 — «Совесть» Э. Раннета — Kurn, тракторист
- 1956 — «Атлантический океан» Ю. Смуула — Madrus Kass
- 1957 — «Дом, где разбиваются сердца» Дж. Б. Шоу — Мадзини Дэн
- 1957 — «Баня» В. В. Маяковского — Исак Бельведонский
- 1957 — «Оптимистическая трагедия» Вс. В. Вишневского — Первый офицер, возвращающийся на родину и Второй офицер, возвращающийся на родину
- 1957 — «Филумена Мартурано» Э. Де Филиппо — Альфред Aмаросо
- 1958 — «Егор Булычов и другие» М. Горького
- 1959 — «Синяя ракета» А. Лийвеса — Оскар Kattai
- 1959 — «Человек с клячей» Г. Чиприана — Chirico
- 1960 — «Сапожники Нумми» А. Киви — Iivari
- 1960 — «Плоды просвещения» Л. Н. Толстого — Третий крестьянин
- 1960 — «Третья патетическая» Н. Ф. Погодина — Господин в лаковых ботинках
- 1961 — «По эту сторону горизонта» А. Лийвеса — Vaene-Karu
- 1961 — «Третье желание» В. Блажека — Пеэтер
- 1962 — «Пер Гюнт» Г. Ибсена — Huku
- 1962 — «Три толстяка» М. А. Горюнова и Ю. К. Олеши — Доктор Гаспар
- 1962 — «Мамаша Кураж и её дети» Б. Брехта — Ooberst
- 1962 — «О чём умолчал пророк» А. Лийвеса — Фараон, правитель Египта
- 1962 — «Человек и бог» А. Х. Таммсааре — Войтинский
- 1963 — «Венская почтовая марка» А. Лийвеса — Мартин Ролль
- 1963 — «Авария» В. Панта — Siska-Sass
- 1963 — «Владельцы ключей» М. Кундеры — Крут
- 1964 — «Дикий капитан» Ю. Смуула — Историческая истина
- 1964 — «В день свадьбы» В. С. Розова — Менандр Николаевич
- 1965 — «Неуловимое чудо» Э. Вильде — Магнус Кулл
- 1965 — «Змея и чаша» Э. Раннета — Пациент
- 1968 — «Фауст» И. Ф. фон Гёте — Мефистофель
- 1971 — «Ромул Великий» Ф. Дюрренматта — Ромул
- 1971 — «Голый король» Е. Л. Шварца — Король
- 1972 — «Ужин на пятерых» Э. Ветемаа — отец
- 1973 — «Санта Крус» М. Фриша — Доктор
- 1973 — «Три сестры» А. П. Чехова — Чебутыкин
- 1971 — «Записки сумасшедшего» Н. В. Гоголя — Поприщин
- 1973, 1992 — «Последняя лента Крэппа» С. Беккета — Крэпп
- 1975 — «Энергичные люди» В. М. Шукшина — Аристарх Кузькин
- 1976 — «Смерть губернатора» Л. Кручковского — Губернатор
- 1978 — «Гамлет» У. Шекспира — Полоний
- 1978 — «Обратная связь» А. И. Гельмана — Лоншаков
- 1979 — «Бинго» Э. Бонда — Шекспир
- 1981 — «Солнечные мальчики» Н. Саймона — Вилли Кларк
- 1984 — «Любовь и смерть» А. Х. Таммсааре — Sckulz
- 1987 — «Смотритель» Г. Пинтера — Дэвис

#### Молодёжный театр Эстонии(1966—1971)
- 1966 — «Вокруг света за 80 дней» Ж. Верна — Паспарту
- 1966 — «Гамлет» У. Шекспира — Клавдий
- 1967 — «Антигона» Ж. Ануя — Креон
- 1971 — «Вишнёвый сад» А. П. Чехова — Фирс

#### Театр «Ванемуйне»(1971—1976)
- 1971 — «Записки сумасшедшего» Н. В. Гоголя — Поприщин
- 1973 — «Последняя лента Крэппа» С. Беккета — Крэпп
- 1976 — «Снова горе от ума» Э. Ветемаа — Авраам

#### В телевизионных постановках (1959—1974)
- 1959 — «Вор в раю» Э. Де Филиппо — Винченцио
- 1963 — «Тень» Ю. Лиива
- 1964 — «Судья» В. Муберга
- 1967 — «Последняя лента Крэппа» С. Беккета — Крэпп
- 1968 — «Обыкновенное чудо» Е. Л. Шварца — Король
- 1968 — «Лабиринт» П. Леви
- 1972 — «Торжество яйца» Ш. Андерсона — Отец
- 1972 — «Убийство в чайной Ранну» Ю. Смуула
- 1972 — «Ноябрь у моря» Ю. Туулика
- 1974 — «Маленький принц» А. де Сент-Экзюпери

### Постановки (1949—1954)

#### Южно-Эстонский театр
- 1949 — «За вторым фронтом» В. Н. Собко
- 1950 — «Лёд тает» В. Гросса

#### Эстонский драматический театр
- 1954 — «Потерянное письмо» И. Л. Караджале

## Фильмография

### Актёр
- 1955 — Счастье Андруса — Роберт
- 1955 — Ворота номер два (короткометражный)
- 1957 — На повороте — эпизод
- 1959 — Незваные гости — Оскар Вальтер
- 1960 — Актёр Йоллер — Рутс Плутус
- 1961 — Друг песни — Отт Куу
- 1962 — Под одной крышей — Тынис
- 1963 — Оглянись в пути — Эльмар
- 1964 — Новый нечистый из преисподней — Святой Пётр
- 1965 — Молочник из Мяэкюла — Тыну Приллуп
- 1966 — Девушка в чёрном — Йонас
- 1967 — Венская почтовая марка — Мартин Ролль
- 1968 — Безумие — Виндисалу
- 1968 — Мёртвый сезон — О’Рейли, профессор
- 1970 — Берег ветров — Холлманн
- 1970 — Король Лир — король Лир
- 1970 — Отзвуки прошлого — Зейферт
- 1970 — Семь дней Туйзу Таави — Сандер
- 1971 — Комитет девятнадцати — Тэчер
- 1971 — Дикий капитан — Йыннь
- 1972 — Солярис — Снаут, доктор
- 1973 — Родник в лесу — отец Минны
- 1974 — Авария — судья
- 1974 — Красная скрипка — Пэкк
- 1974 — Необычный случай — психиатр
- 1974 — Опасные игры — «Скользкий»
- 1975 — Школа господина Мауруса — учитель закона Божьего
- 1976 — Время жить, время любить — министр
- 1976 — Лето — отец Тоотса
- 1977 — Берега — Сегеди, граф
- 1978 — Гадание на ромашке (новелла «Браконьер») — Оскар
- 1979 — Отель «У погибшего альпиниста» — Алекс Сневар, хозяин отеля
- 1979 — Гость (короткометражный)
- 1980 — Гибель 31 отдела — Карл Брэннер
- 1980 — Лесные фиалки — Липп, аптекарь
- 1981 — Сказка, рассказанная ночью — лесной человек
- 1983 — На арене Лурих — адвокат
- 1983 — Искатель приключений — Саймон Вая
- 1984 — Груз без маркировки — контрабандист
- 1984 — Капитан Фракасс — Матамор
- 1984 — Михайло Ломоносов — Вольф, профессор
- 1984 — Во времена волчьих законов — учитель
- 1986 — Лицом к лицу — Золле
- 1987 — Танцы вокруг парового котла
- 1988 — Вернанда (короткометражный)
- 1989 — Филипп Траум — отец Питер
- 1989 — Часовщик и курица — Карфункель
- 1991 — Пляска смерти — бургомистр Таллина
- 1991 — Улица мира — Яак
- 1992 — Время вашей жизни — Кит Карсон
- 1992 — Лукас — Альберт
- 1992 — Он своё получит — Демони, хозяин фирмы
- 1992 — Слеза Князя Тьмы — старый наборщик
- 1992 — Свечи в темноте
- 1993 — Серый свет ноября — старик
- 1993 — Тайна королевы Анны, или Мушкетёры тридцать лет спустя — генерал Ордена иезуитов
- 1993 — Тьма в Таллине — Антон

### Сценарист
- 1960 — Актёр Йоллер (совм. с Ф. Кнорре)
- 1961 — Случайная встреча (совм. с Ф. Кнорре)

### Озвучивание
- 1969 — Последняя реликвия  — брат Иоганнес (версия на эстонском языке, роль Ролана Быкова)

## Документалистика
1. 1 2 3 4  Документальный фильм из цикла «Острова». Автор и режиссёр Варвара Кузнецова. Студия документального кинопоказа ГТРК «Культура». 2009 г (18.06.2019). Юри Ярвет.  39 мин. Россия-Культура. Архивировано из оригинала 2019-06-19. Дата обращения: 2019-06-18. {{cite episode}}: Проверьте значение даты: |airdate= (справка); |series= пропущен или пуст (справка)